# Imicles aquatica
Imicles aquatica är en svampart som först beskrevs av Cabello, Mengasc. & Aramb., och fick sitt nu gällande namn av Shoemaker & Hambl. 2001. Imicles aquatica ingår i släktet Imicles, divisionen sporsäcksvampar och riket svampar.   Inga underarter finns listade i Catalogue of Life.